# Мелешкевич, Матвей Константинович
Матвей Константинович Мелешкевич (22 августа 1902, в Петергофе, Российская империя — 12 мая 1957, в Минске, Белорусская ССР) - полковник Красной армии. Участник «власовского» движения.
Участник Гражданской войны, принимал участие в боевых действиях на Карельском фронте против финнов в 1918–1919 гг., на Западном фронте — против поляков в 1919–1920 гг., на Южном фронте — против частей Русской армии генерал-лейтенанта П.Н. Врангеля, в Карелии в 1921–1922 гг. против повстанцев. Являлся членом КП с июня 1918 года по апрель 1923 года. Был исключен за «разрыв с партией», затем восстановлен. Член КП с 1923 года (билет № 2002807). В РККА с 1918 года.
3 декабря 1918 года зачислен красноармейцем в 169-й стрелковый полк 19-й стрелковой дивизии 7-й армии. В 1919 году стал начальником пулеметного расчета, затем переведен вместе с расчетом в 145-й стрелковый полк 17-й стрелковой дивизии 16-й армии и назначен помощником командира взвода пулеметной команды. В 1920 году начальником пулеметного расчета переведен в 17-й Смоленский полк 2-й Донской дивизии. В 1921 году назначен политруком в сводную роту Петроградского полка курсантов, затем — на должность начальника опорного пункта полка. В 1922 году зачислен курсантом на 75-е Орловские пехотные курсы, 17 августа — курсантом 3-й роты на 31-е Смоленские пехотные командирские курсы. 17 ноября приказом № 334 по курсам назначен командиром звена курсантов. По окончании курсов назначен командиром отделения в 14-й стрелковый полк 5-й Витебской стрелковой дивизии. 23 ноября назначен помощником командира взвода (приказ № 327 по полку). С 18 июля 1924 г. — адъютант полка (приказ № 1879 по дивизии), с 9 октября — вновь командир взвода. 29 апреля 1926 года приказом № 119 по дивизии направлен слушателем в Центральную школу военного собаководства. По окончании приказом № 277/27 по ЗапВО назначен командиром взвода полковой школы 14-го стрелкового полка 5-й кавалерийской дивизии. С 25 мая 1927 года — инструктор 2-го разряда окружной школы военного собаководства. 28 сентября 1928 года приказом № 17115 штаба БВО откомандирован на стрелково-тактические курсы усовершенствования комсостава «Выстрел». По окончании возвращен в 14-й стрелковый полк 5-й стрелковой дивизии на должность командира роты. 8 апреля 1930 года приказом № 28 по полку назначен командиром пулеметной роты. С 1 января 1931 года — временный командир батальона (приказ № 14 по полку). 30 апреля назначен начальником штаба батальона, 30 ноября — командиром батальона (приказ № 175 по дивизии). 11 мая 1933 года принял должность помощника командира батальона 85-го стрелкового полка 29-й стрелковой дивизии БВО. 13 мая 1936 года приказом НКО СССР № 01603 назначен командиром батальона, 2 мая 1938 года приказом НКО СССР № 02898 — начальником штаба 15-го отдельного полка. В 1938 году приказом НКО СССР № 0165/п присвоено воинское звание майор. Участник советско-финляндской войны 1939–1940 годов, в 1940 году награждён орденом Боевого Красного Знамени. 22 июня 1940 года приказом № 0491 по БОВО назначен помощником командира по строевой части 366-го стрелкового полка 126-й стрелковой дивизии. 15 ноября приказом № 0213 по ПрибОВО — заместителем командира полка. 16 декабря приказом № 0332 по ПрибОВО переведен исполняющим должность начальника 2-го отдела в штаб 11-й моторизованной пулеметно-артиллерийской бригады. С 5 марта 1941 г., согласно приказу № 00149 по ПрибОВО, — исполняющий должность начальника оперативного отделения штаба 188-й стрелковой дивизии. Указом ВС СССР от 31 августа 1941 года, за умелое руководство штабом дивизии награждён орденом Красной Звезды. В 1941 году присвоено воинское звание подполковник (приказ НКО СССР № 04493). После разгрома дивизии и выхода из окружения 14 декабря приказом № 0990 штаба Северо-Западного фронта направлен в распоряжение командования СибВО. С 30 декабря 1941 года по 25 февраля 1942 года был начальником штаба формируемой 112-й стрелковой дивизии. 7 июля 1942 года принял должность начальника штаба 229-й стрелковой дивизии (приказ НКО СССР № 05181). Пропал без вести 10 августа, когда дивизия была разбита на Западном фронте. Приказом ГУК НКО СССР № 0668 от 29 марта 1945 года исключен из списков РККА как пропавший без вести.
Попал в плен на Западном фронте. В начале лета 1943 года под влиянием власовских пропагандистов принял решение о вступлении в РОА. Направлен в Дабендорфскую школу РОА командиром роты. Принят в НТС генерал-майором РОА Ф.И. Трухиным. В декабре назначен начальником группы пропагандистов РОА. В январе — августе 1944 г. посещал русские части на Восточном и Западном фронтах. В октябре в Верхней Силезии принимал списочный состав 29-й русской пехотной дивизии СС (бывшие чины бригады бригаденфюрера СС Б.В. Каминского). В ноябре назначен начальником штаба 1-й пехотной дивизии ВС КОНР полковника ВС КОНР С.К. Буняченко, но вскоре сменен майором П.П. Николаевым. С декабря 1944 по март 1945 года — начальник офицерского резерва (ок. 400 офицеров) при штабе ВС КОНР. В марте 1945 года выехал в Берлин для формирования противотанкового истребительного соединения. С апреля — в оперативной группе генерал-лейтенанта ВС КОНР А.А. Власова.
Во второй половине апреля 1945 года вместе с одним из руководителей НТС, В.Д. Поремским, отправлен Власовым к американскому командованию с заданием добиться права политического убежища для чинов ВС КОНР. Вместе с В.Д. Поремским был интернирован и эпатирован в лагерь военнопленных под Гамбург. Отвергнув предложение политического убежища на Западе при условии продолжения борьбы с коммунизмом, был выдан советской администрации 9 апреля 1946 года. Приговорен военным трибуналом гарнизона города Берлина к 25 годам лишения свободы (до вынесения приговора считался «без вести пропавшим»).
На основании Указа от 17 сентября 1955 года «Об амнистии советских граждан, сотрудничавших с оккупантами в период Великой Отечественной войны» был освобожден из лагеря, одновременно с него сняли судимость. Скончался в Минске 12 мая 1957 года.